# Roger Becker
Roger Becker (Croydon, 6 febbraio 1934 – 5 novembre 2017) è stato un tennista e allenatore di tennis britannico.

## Biografia
Figlio minore di un tassista da giovane praticò il calcio prima di prendere in mano la racchetta da tennis all'età di quattordici anni, si sposò nel 1958 con Shirley Malkin da cui ebbe due figli.

## Carriera
Stabilì un record di precocità con la squadra britannica di Coppa Davis quando scese in campo nel 1952, ancora diciottenne, tale primato venne superato solo nel 2005 da Andy Murray.
Nei tornei dello Slam raggiunse la semifinale di Wimbledon 1957 in coppia con Robert Howe dove furono sconfitti dalla coppia statunitense Gardnar Mulloy-Budge Patty futuri campioni della competizione, disputò quattro finali nel Surrey Grass Court Championships vincendone tre tra il 1957 e il 1960.
Ad inizio anni '60, prima dell'avvento dell'Era Open, passò tra i professionisti rinunciando così a partecipare a molteplici tornei riservati agli amatori, successivamente alla carriera da giocatore allenò la Gran Bretagna durante la Coppa Davis 1978 guidando fino all'incontro decisivo nella finale contro gli USA persa per 4-1.